# Пакино
Пакѝно (на италиански: Pachino, на сицилиански Pachinu, Пакину) е град и община в южна Италия, провинция Сиракуза, автономен регион Сицилия. Разположен е на 65 m надморска височина. Населението на града е 21 963 души (към 2010 г.).